# ماريا بيا فوسكو
ماريا بيا فوسكو (بالإيطالية: Maria Pia Fusco)‏ هي صحفية إيطالية، ولدت في 8 يوليو 1939 في روما في إيطاليا، وتوفي بنفس المكان في 13 ديسمبر 2016.